# Damon variegatus
Damon variegatus är en spindeldjursart som beskrevs av Carl Ludwig Koch 1850. Damon variegatus ingår i släktet Damon och familjen Phrynichidae. Inga underarter finns listade i Catalogue of Life.